# قصر الخورنق
الخَوَرْنَقُ هو قصر كان في نواحي العراق يعتقد أنه كان موجوداً قرب مايسمى حالياً ناحية أبوصخير جنوب العراق، بناه النعمان بن المنذر في القرن الرابع الميلادي، وقد ورد الحديث عنه في أحاديث العرب وأشعارهم إضافة إلى قصر السدير الذي بناه اللخميين المناذرة" أيضاً، كما يقال أنه شهد أحد أهم المؤتمرات في التاريخ العربي قبل الإسلام «مؤتمر الخورنق» ففي هذا «المؤتمر» حاول الملك اللخمي توحيد كلمة العرب، للحد من نفوذ الدولة الساسانية. كما وترتبط حكاية الخورنق بحكاية بنّائه سنمار وهو مهندس من الروم، فكان القصر بناء عظيما ولزم لبناءه ستون عاما، كان فيها سنمار يعمل عامين أو ثلاث ويغيب خمس، فلما انتهى بناء القصر قال لبانيه: أن هناك في القصر آجرة لو زالت لسقط القصر كله، وأنه لا يعلم مكانها غيره، فما كان من صاحب القصر إلا أن ألقاه من أعلى القصر، كي لا يخبر أحدا عن تلك الآجرة، فضرب فيه المثل "جزاء سنمار". وقد صمد القصر لأكثر من ثمان مئة عام، فجاء وصفه في رحلات ابن بطوطة. وجدير بالذكر أن أولى بعثات التنقيب التي حاولت العثور على أنقاض هذا القصر كانت برئاسة رايت انكد من جامعة أوكسفورد البريطانية عام 1931. ثم لحقتها عام 1938 بعثة عراقية برئاسة الأستاذ طه باقر حيث كشفت عن سور من اللبن]] عرضه 110 أمتار، يحيط به أبراج مدورة ومربعة، رجحت البعثة أنه حصن لبناية كبيرة، وساد الظن آنذاك أن الحصن يعود إلى أحد القصرين السدير أو الخورنق.